# Гущин, Юрий Николаевич
Юрий Николаевич Гущин (род. 1 августа 1944, Каменный Ключ, Кемеровская область, РСФСР, СССР) — российский предприниматель основатель и председатель совета директоров группы компаний «Гута», президент благотворительного фонда «Здоровье для всех».

## Биография
В 1961 году окончил среднюю школу № 22. Окончил Московский экстерный гуманитарный университет по специальности «Экономика банковской деятельности».
В советские годы был цеховиком, в частности занимался выпуском козинаков. С началом кооперативного движения легализовал бизнес. В 1989 году основал группу «Гута», в 1991 году — «Гута-банк», одним из первых клиентов которого стала МГТС. Успехом в бизнесе Гущин во многом обязан дружбе с Юрием Петровым, первым главой государственной инвестиционной корпорации. 
В 1996 году Гута-банк был куплен за государственные средства и влился в состав «Госинкор-холдинга». В том же году Гущин стал председателем совета директоров группы компаний «Гута».
С 1997 года является президентом благотворительного фонда «Здоровье для всех», в 1998 году фонд учредил медицинский центр «Гута-Клиник». С 2003 года является крупнейшим акционером холдинга «Объединённые кондитеры». 
Входит в совет директоров коммерческого банка «Гута-банк», ранее входил в совет директоров компании «Гута-Страхование» до её закрытия в 2014 году из-за убыточности бизнеса. 
В 2008 году Гущин купил ранее принадлежавший British Airways отель Coral Strand на Сейшельских Островах. Там же построил пятизвёздочный отель Savoy Resort & SPA.
В 2016 году была зарегистрирована компания по выращиванию картофеля — «Земельный ресурс», управляющая землями сельхозначения в пригороде Екатеринбурга и в Свердловской области, преимущественно в Верхней Пышме.

## Состояние
По данным русского издания журнала «Forbes» в 2016 году Юрий Гущин занял 104-е место среди богатейших людей России, его состояние оценивается в 800 млн долларов. 
В 2014 году состояние Гущина оценивалось в 1,6 млрд долларов.
Вошел в рейтинг журнала Forbes «200 богатейших бизнесменов России 2021» на 197 позиции с состоянием 550 млн долларов США.

## Семья
Женат. Дочь Елена Гущина работает помощником по вопросам здравоохранения первого вице-премьера Игоря Шувалова.